# Famille Darholcz
La famille Darholcz de Finta (fintai Darholcz en hongrois) est une ancienne famille de la noblesse hongroise.

## Histoire
Cette famille est originaire du comté de Sáros, en Haute-Hongrie, et remonte au XVe siècle. Éteinte en ligne masculine au XVIIe siècle, ses biens passent au baron Sámuel Dessewffy.

## Personnalités
- Ferencz Darholcz (fl. 1463), ispán du comté de Sáros.
- Pál I Darholcz (fl. 1464-1495). Officier, il combat les hussites en Bohême. Il est par la suite conseiller et juge de la ville de Košice puis capitaine (várkapitány) du château de Szepes.
- Pál IV Darholcz (fl. 1613-1617), juge (táblabíró) du comté de Abauj.
- Ferencz Darholcz, député au parlement national en 1635.
- Kristóf Darholcz (XVIIe siècle), intellectuel humaniste, contemporain de Bálint Balassi, il est un écrivain et poète de langue hongroise et latine. On lui doit notamment Novissima Tuba ("Le dernier son de la trompette appelant le Jugement", Kassa, 1639).

## Pour approfondir